# Stazione di Scala di Giocca
La stazione di Scala di Giocca è una stazione ferroviaria (chiusa al pubblico) posta sulla linea Ozieri Chilivani-Porto Torres Marittima. Si trova nella località di Scala di Giocca, comune di Muros e di Ossi.

## Storia

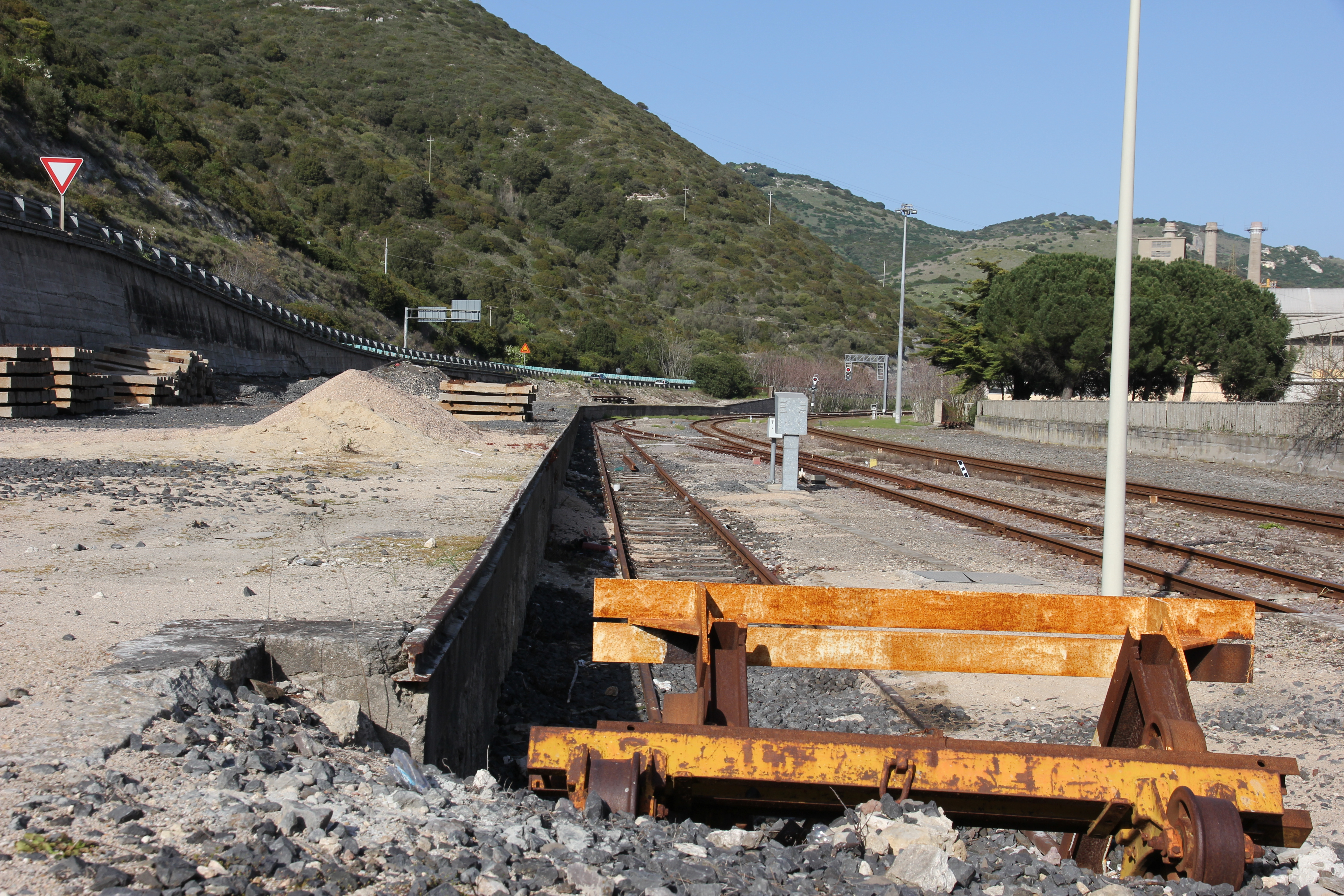
Tronchino e piano caricatore dell'impianto, sulla destra il cementificio di Scala di Giocca, che rese particolarmente attiva la stazione sul fronte del servizio merci

La stazione venne realizzata dalla Compagnia Reale delle Ferrovie Sarde nella seconda metà dell'Ottocento, nel corso delle fasi di costruzione della linea ferroviaria tra le campagne di Ozieri e Porto Torres. L'impianto, denominato "Scala di Giocca" dal nome della vicina strada che conduce con una serie di tornanti a Sassari, venne aperto il 15 agosto 1874 insieme al tronco ferroviario Sassari-Ploaghe, e fu gestito nei primi decenni dalla stessa Compagnia Reale.
Lo scalo passò alla gestione delle Ferrovie dello Stato nel 1920, e nel dopoguerra fu oggetto di interventi di ampliamento dovuti alla costruzione a ridosso della stazione di un cementificio, inaugurato nel 1957: oltre alla vicinanza di una cava fu proprio la presenza della stazione uno dei fattori che portarono a costruire nella zona questo impianto industriale, che, grazie ad un breve raccordo avente origine dalla stazione, poteva distribuire le proprie produzioni via ferrovia.
La dismissione del cementificio negli anni ottanta(rimase attiva solo la parte commerciale) portò nel giro di pochi anni al ridimensionamento dell'infrastruttura dell'impianto, che inoltre vide la cessazione del servizio merci e anche di quello viaggiatori: riguardo quest'ultimo tra la fine degli anni novanta e la prima metà degli anni duemila fu infatti attuata la decisione di non effettuare più treni passeggeri aventi in orario la fermata a Scala di Giocca. Da allora la stazione, gestita dal 2001 da Rete Ferroviaria Italiana, viene impiegata esclusivamente per finalità di servizio e come posto di precedenze.

## Strutture e impianti

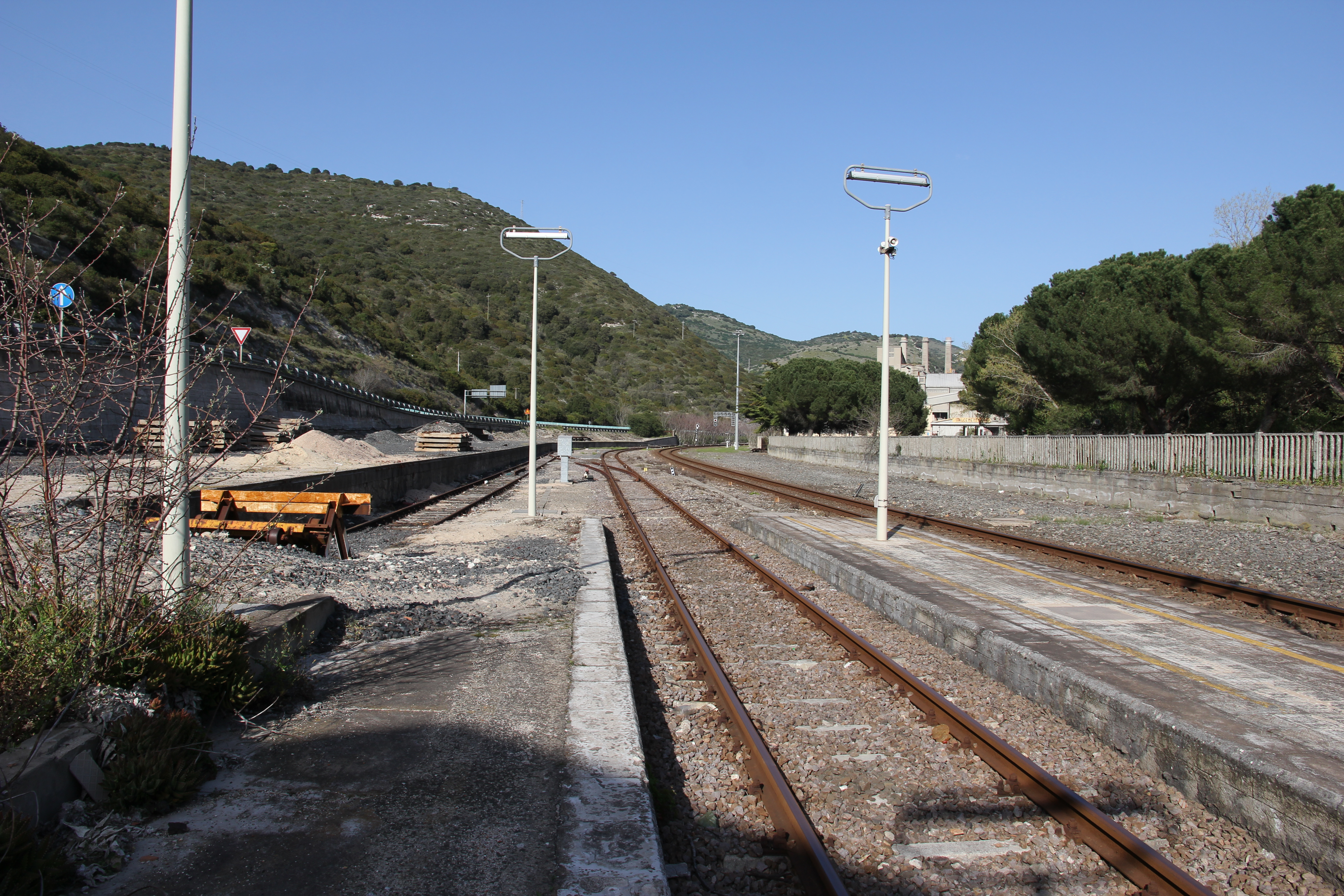
I binari presenti nello scalo nel 2015

La stazione di Scala di Giocca è dotata di tre binari a scartamento da 1435 mm, di cui il secondo di corsa, ed il primo passante. Da quest'ultimo ha inoltre origine in direzione Chilivani un tronchino che costeggia il piano caricatore dell'impianto. In passato col vicino cementificio in attività erano presenti anche ulteriori binari, tra cui un secondo tronchino che si diramava dal binario due, da cui aveva inoltre origine un raccordo che terminava all'interno dello stabilimento i cui prodotti venivano direttamente caricati sui vagoni per la spedizione via ferrovia.

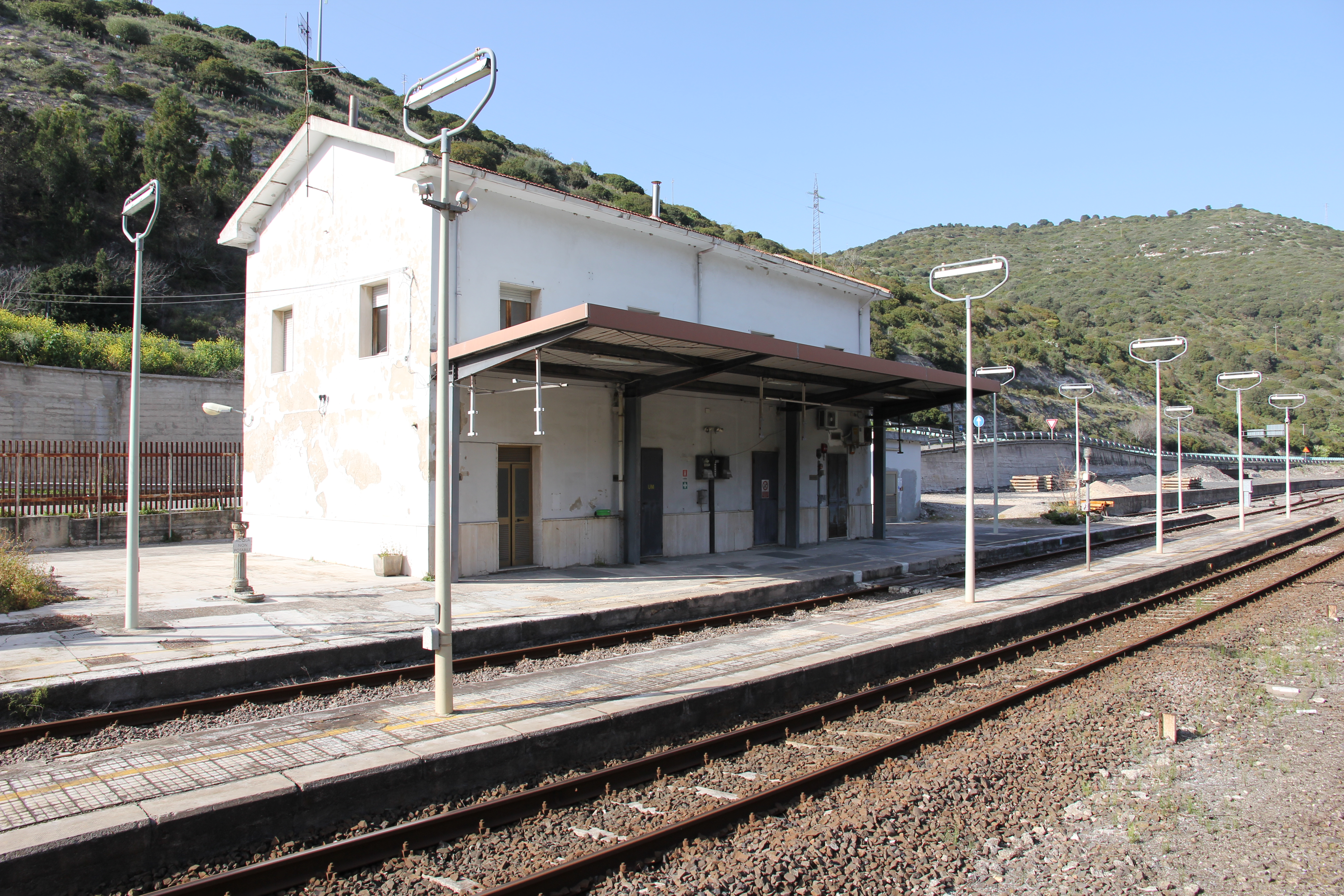
Il fabbricato viaggiatori

Lo scalo è dotato di alcuni edifici, il principale dei quali è il fabbricato viaggiatori, una costruzione su due piani a pianta rettangolare con tetto a falde, dotata di quattro luci di apertura sui lati maggiori e due sui minori, chiuso al pubblico. Affiancati al fabbricato viaggiatori trovano posto un edificio con locali di servizio e magazzini in direzione Sassari ed un ulteriore piccolo fabbricato in direzione Chilivani.
La stazione è impresenziata ed il movimento nell'impianto è controllato in remoto dal DCO di Cagliari.

## Movimento
L'impianto non è più abilitato al servizio viaggiatori, in precedenza era servito dai convogli dalle Ferrovie dello Stato.